# Sweet revenge (serie de televisión surcoreana)
Sweet Revenge ( Hangul 복수노트; RR: Boksunoteu; lit. Revenge Note) es una serie de televisión surcoreana protagonizada por Kim Hyang-gi y Park Solomon. Producida por Blue Panda Mediatainment y Hidden Sequence salió al aire a través de Oksusu, los viernes a las 10:00 (KST).Durante el 27 de octubre de 2017 al 5 de enero de 2018 acumulo un total de 11 millones de vistas.

## Sinopsis
Hoo Goo-hee, es una buena estudiante, que un día descubre una nueva aplicación en su teléfono que al escribir el nombre de alguien en él toma venganza.

## Reparto

### Personajes principales
- Kim Hyang-gi como Ho Goo-hee[1]
- Park Solomon como Ji-hoon[2]
- Kim Hwan-hee como Jung Deok-hee[3]
- Cha Eun-woo como Cha Eun-woo[2]

### Personajes secundarios

#### Personas cercanas a Ho Goo-hee
- Park Mi-sun como mamá de Goo-hee.
- Lee Doo-il como papá de Goo-hee.
- Ji Gun-woo como Ho Goo-joon hermano de Goo-hee.[2]
- Lee Si-woo como exnovio de Goo-hee.

#### Personas cercanas a Deok-hee
- Park Kyung-lim como mamá Deok-hee[4]

### Estudiantes
- Ham Sung-min como Lee Kang-min
- Jo Ah-young como amiga de Goo-hee.
- Lee Jin-yi como Han Yu-ra
- Kim Hyun-seo como Yang Ah-joon
- Jo Chae-yoon como Yeo Ga-eun
- Lee Eun-saem como Lee So-eun.[5]
- Yoon Seo-ah como Lim Seon-woo.
- Eun Hae-sung
- Oh Yoo-jin
- Mo Nan Hee

#### Maestros
- Tae In-ho
- Hwang Tae-kwang como M. Choi (Profesor de educación física)
- Kim San-ho como Eum Chi Hoon (Profesor de Música)

### Apariciones especiales
- Jung Eun-sung
- Astro

## Música
| Released on 2018 de julio del 24 |                            |              |          |  |
| N.º                              | Título                     | Artist       | Duración |  |
| 1.                               | «Sweet Revenge» (복수노트) | Chan Chan    | 2:38     |  |
| 2.                               | «I Always» (난 항상)       | Lee Yoon Jin | 3:39     |  |